# Ema Burgić Bucko
Ema Burgić Bucko (* 22. August 1992 in Tuzla) ist eine bosnische Tennisspielerin, die kurzzeitig auch für die USA antrat.

## Karriere
Burgić Bucko, die am liebsten auf Hartplätzen spielte, begann im Alter von sieben Jahren mit dem Tennis.
Sie gewann während ihrer Karriere vier Einzel- und 13 Doppeltitel des ITF Women’s Circuits.
Zwischen 2010 und 2016 spielte sie in der bosnisch-herzegowinischen Fed-Cup-Mannschaft, wo sie bei 17 Matches achtmal siegreich war, davon je viermal im Einzel und Doppel.

## Erfolge

### Einzel

#### Turniersiege
| Nr. | Datum             | Turnier          | Kategorie   | Belag     | Finalgegnerin       | Ergebnis      |
| --- | ----------------- | ---------------- | ----------- | --------- | ------------------- | ------------- |
| 1.  | November 2008     | La Vall d’Uixó   | ITF $10.000 | Sand      | Leticia Costas      | 6:2, 6:1      |
| 2.  | April 2011        | Hvar             | ITF $10.000 | Sand      | Donna Vekić         | 7:5, 7:62     |
| 3.  | 22. November 2015 | Port El-Kantaoui | ITF $10.000 | Hartplatz | Anna Kalinskaja     | kampflos      |
| 4.  | 8. Juni 2025      | Santo Domingo    | ITF W35     | Hartplatz | Zuzanna Pawlikowska | 6:2, 5:7, 6:2 |

#### Finalteilnahmen
| Nr. | Datum         | Turnier          | Kategorie   | Belag     | Siegerin         | Ergebnis         |
| --- | ------------- | ---------------- | ----------- | --------- | ---------------- | ---------------- |
| 1.  | Dezember 2009 | Vinaròs          | ITF $10.000 | Sand      | Garbiñe Muguruza | 2:6, 0:3 Aufgabe |
| 2.  | April 2010    | Hvar             | ITF $10.000 | Sand      | Mădălina Gojnea  | 4:6, 4:6         |
| 3.  | Juli 2013     | Austin           | ITF $10.000 | Hartplatz | Lauren Albanese  | 5:7, 7:5, 6:74   |
| 4.  | November 2015 | Port El-Kantaoui | ITF $10.000 | Hartplatz | Jelena Simić     | 6:3, 1:6, 4:6    |

### Doppel
| Nr. | Datum             | Turnier          | Kategorie    | Belag     | Partnerin             | Finalgegnerinnen                                          | Ergebnis          |
| --- | ----------------- | ---------------- | ------------ | --------- | --------------------- | --------------------------------------------------------- | ----------------- |
| 1.  | September 2010    | Brčko            | ITF $10.000  | Sand      | Jasmina Kajtazovič    | Patricia Chirea Margarita Lasarewa                        | 6:3, 6:3          |
| 2.  | Juli 2013         | Austin           | ITF $10.000  | Hartplatz | Blair Shankel         | Rachel May Pierson Madison Westby                         | 6:1, 7:65         |
| 3.  | 16. August 2014   | Brčko            | ITF $10.000  | Sand      | Anita Husarić         | Ina Kaufinger Natálie Novotná                             | 6:1, 6:4          |
| 4.  | 18. Oktober 2015  | Rock Hill        | ITF $25.000  | Hartplatz | Renata Zarazúa        | Eliza Kostowa Florencia Molinero                          | 7:5, 6:2          |
| 5.  | 24. Oktober 2015  | Florence         | ITF $25.000  | Hartplatz | Keri Wong             | Diāna Marcinkēviča Chiara Scholl                          | 7:66, 6:1         |
| 6.  | 14. November 2015 | Port El Kantaoui | ITF $10.000  | Hartplatz | Jelena Simić          | Mirabelle Njoze Miranda Ramirez                           | 7:64, 6:4         |
| 7.  | 8. Juli 2016      | Budapest         | ITF $100.000 | Sand      | Georgina García Pérez | Lenka Kunčíková Karolína Stuchlá                          | 6:4, 2:6, [12:10] |
| 8.  | 16. Juli 2016     | Olmütz           | ITF $50.000  | Sand      | Jasmina Tinjić        | Katharina Lehnert Anastassija Schoschyna                  | 7:5, 6:3          |
| 9.  | 9. Oktober 2016   | Redding          | ITF $25.000  | Hartplatz | Sabrina Santamaria    | Julia Elbaba Bernarda Pera                                | 6:3, 7:64         |
| 10. | 10. Dezember 2016 | Antalya          | ITF $10.000  | Sand      | Ulrikke Eikeri        | Maryna Tschernyschowa Anna Ukolowa                        | 6:4, 6:1          |
| 11. | 17. Dezember 2016 | Antalya          | ITF $10.000  | Sand      | Ulrikke Eikeri        | Sonia Grzywocz Caitlyn Williams                           | 6:1, 6:1          |
| 12. | 26. Oktober 2024  | Huamantla        | ITF W15      | Hartplatz | Sabastiani León       | Claudia Sofia Martinez Solis María Fernanda Navarro Oliva | 3:6, 6:2, [10:6]  |
| 13. | 26. April 2025    | Charlotte        | ITF W35      | Hartplatz | Haruna Arakawa        | María José Portillo Ramírez Victoria Rodríguez            | 6:2, 7:5          |